# Andělská Hora (Morávia-Silésia)
Andělská Hora é uma cidade checa localizada na região de Morávia-Silésia, distrito de Bruntál.